# 熊本市立江原中学校
熊本市立江原中学校（くまもとしりつ こうげんちゅうがっこう）は、熊本県熊本市中央区琴平二丁目にある公立中学校。

## 沿革
- 1948年（昭和23年）
  - - 熊本市立江南中学校より分離し熊本市立江南第二中学校として開校
  - - 熊本市立江原中学校に改称

## 歴代校長
- 1948年（昭和23年） - 初代校長
- - 第 代校長 木原哲典
- 2007年（平成19年） - 第 代校長 大槻身信

## 委員会
- 生活委員会
- 体育委員会
- 給食委員会
- 保健委員会
- 文化放送委員会
- 図書委員会
- 環境委員会

## クラブ活動

### 運動部
- 野球部
- サッカー部
- 男子ソフトテニス部
- 男子卓球部
- 女子卓球部
- 女子バレーボール部
- 女子バスケットボール部
- 陸上部
- バドミントン部

### 文化部
- 吹奏楽部
- 美術部
- 放送局

## 著名な卒業生
- 浦田賢治

## 学校周辺
- 九州旅客鉄道豊肥本線 南熊本駅
- 九州旅客鉄道豊肥本線 平成駅